# HC Lugano
Hockey Club Lugano, ofta kallat HC Lugano, är en professionell ishockeyklubb i Lugano, Schweiz. Laget spelar i landets högsta liga, Nationalliga A.

## Historia
Sina tidigaste matcher spelade HC Lugano utomhus, på sjön Muzzano, när vädret tillät. Klubben bildades officiellt den 11 februari 1941, under ett möte på restaurang Apollo i staden. Sju år efter grundandet flyttade klubben från sjön till Loreto. På grund av det svaga publikstödet där började klubben 1955 istället att spela på vad som under somrarna var en tennisbana. 1957 började klubben till slut att spela på en ishockeyrink, Pista La Resega.
Lugano har vunnit schweiziska ligan sju gånger: 1986, 1987, 1988, 1990, 1999, 2003 och 2006. Två gånger har de också varit i final i Europeiska cupen, säsongerna 1986-87 och 1990-91. De har också varit bland de fyra främsta i Euroleague. Arenan ägs av staden Lugano och i denna spelar förutom HC Lugano även HC Porza. Pista La Resega rymmer mellan 7 800 och 8 000 åskådare.
HC Lugano har varit en av Schweiz mest framgångsrika klubbar sedan slutspelet introducerades i ligan.